# Gornji Grad (Slovénie)
Pour les articles homonymes, voir Gornji Grad.
Gornji Grad (en allemand : Oberburg) est une commune située dans la région de la Basse-Styrie en Slovénie.

## Géographie
La commune est entourée par les montagnes des Alpes kamniques, sur la route qui, en passant par Kamnik en Haute-Carniole, va du bassin de Ljubljana à la vallée de la Savinja en Basse-Styrie. Gornji Grad se trouve à 36 kilomètres à l'ouest de Celje et à 55 kilomètres au nord-est de Ljubljana. La frontière historique avec la région de Carniole passe par le col de Črnivec (902 m) à quelques kilomètres à l'ouest de la localité. 

### Villages
Les villages qui composent la commune sont Bočna, Dol, Florjan pri Gornjem Gradu, Gornji Grad, Lenart pri Gornjem Gradu, Šmiklavž et Tirosek.

## Histoire

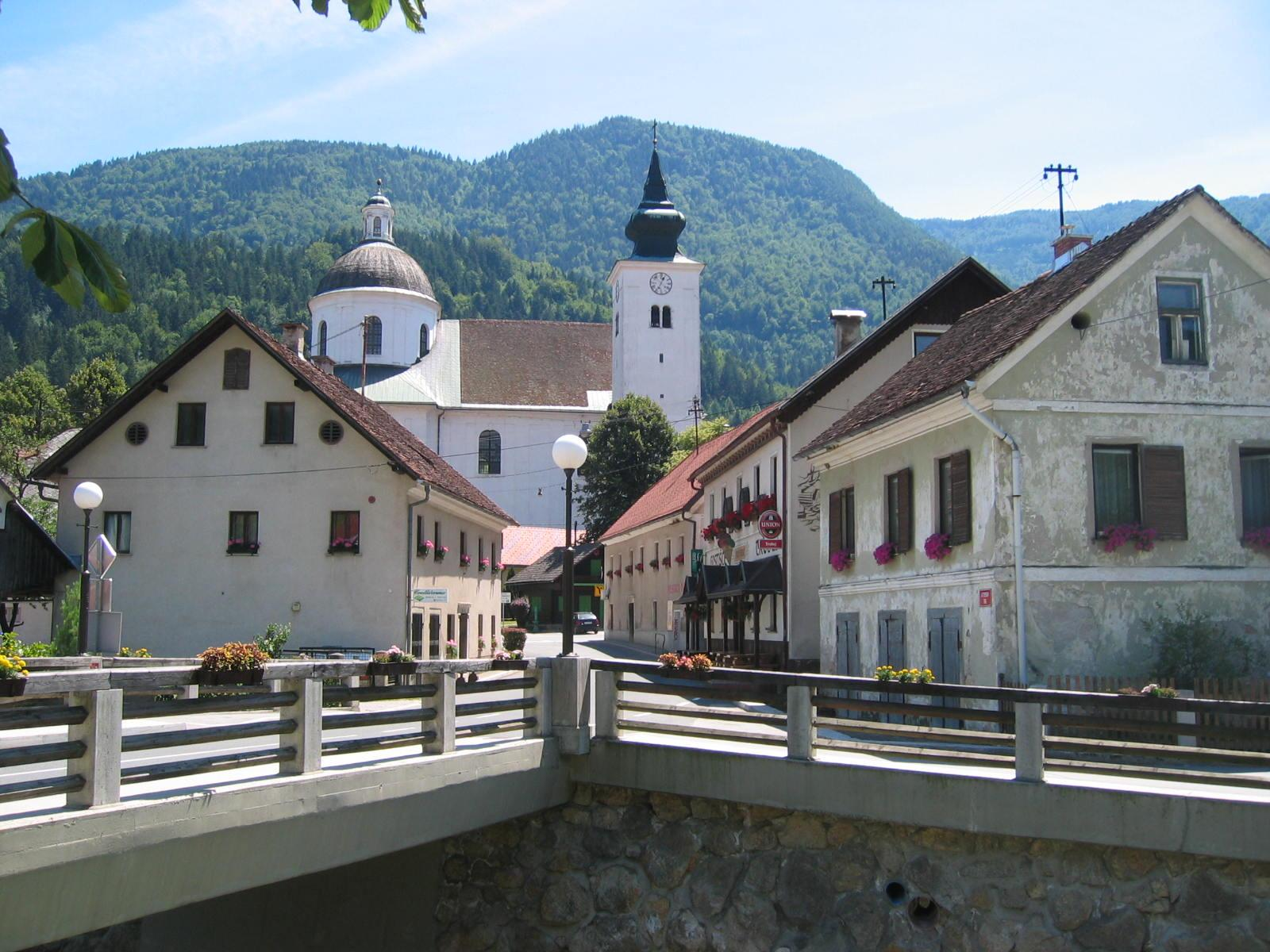
La cathédrale.

Au haut Moyen Age, la région sur la Savinja amont passa sous la domination des ducs de Carinthie et a été gérée par des nobles locales. Le lieu d’Obremburch est mentionné pour la première fois le 7 avril 1140, dans la charte de fondation d'un couvent bénédictin sous l'égide des patriarches d'Aquilée. En 1311, le duc Henri de Carinthie a cédé les domaines au duché de Styrie gouverné par les Habsbourg. Plus tard, Gornji Grad était la propriété du comte Herman II de Celje († 1435) et de son descendant Ulric de Cilley († 1456).
En 1461, l'empereur Frédéric III de Habsbourg a établi le diocèse de Ljubljana et ordonna l'incorporation du monastère d'Oberburg. Douze ans plus tard, après une attaque désastreux par les forces ottomanes, le couvent fut dissout. C'est de la période du monastère qu'est issue la collégiale (« cathédrale ») consacrée aux saints Hermagoras et Fortunat d'Aquilée ; le maître-autel de 1613 est le premier travail daté du sculpteur Leonhard Kern (1588-1662).

## Démographie
Entre 1999 et 2021, la population de la commune a lentement décru et avoisine aujourd'hui les 2 500 habitants,.
Évolution démographique
| 1999  | 2000  | 2001  | 2002  | 2003  | 2004  | 2005  | 2006  | 2007  |
| ----- | ----- | ----- | ----- | ----- | ----- | ----- | ----- | ----- |
| 2 629 | 2 614 | 2 614 | 2 650 | 2 628 | 2 636 | 2 624 | 2 593 | 2 582 |
| 2008  | 2009  | 2010  | 2011  | 2012  | 2013  | 2014  | 2015  | 2016  |
| 2 568 | 2 643 | 2 674 | 2 665 | 2 663 | 2 650 | 2 628 | 2 573 | 2 547 |
| 2017  | 2018  | 2019  | 2020  | 2021  |       |       |       |       |
| 2 547 | 2 543 | 2 511 | 2 476 | 2 480 |       |       |       |       |